# Alexander Beville Gibbons Baronet Stanier
Sir Alexander Beville Gibbons Baronet Stanier, britanski general, * 31. januar 1899, Hodnet,  † 10. januar 1995, Oxford.